# Opération de Pearson
L'opération de Pearson, ou résection-anastomose thyro-trachéale, est une intervention chirurgicale utilisée dans le traitement des sténoses laryngo-trachéales où la portion rétrécie s'étend depuis le cartilage cricoïde jusqu'aux premiers anneaux de la trachée. Elle consiste à retirer la zone rétrécie et rétablir la continuité en suturant le cartilage thyroïde à la trachée et a été décrite par le chirurgien canadien F. Griffith Pearson en 1975.

## Rappels anatomiques

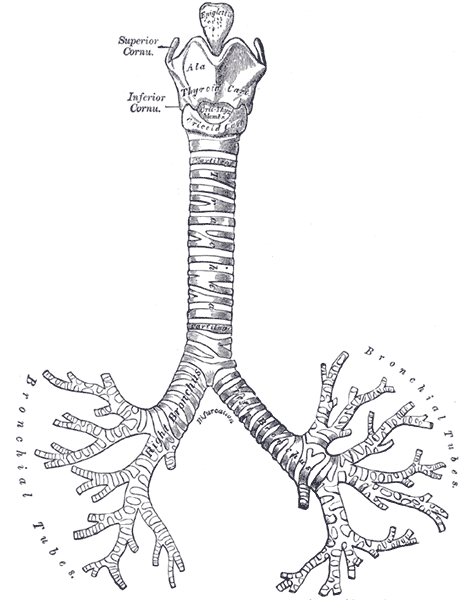
Trachée et larynx vus de face.

La trachée est le conduit élastique fibro-cartilagineux reliant le larynx aux bronches. Elle sert de passage à l'air, lors de la respiration, entre le larynx et les bronches, et filtre les particules fines. La trachée naît dans le cou, puis plonge dans le thorax où elle chemine dans le médiastin (à l'arrière du sternum et entre les poumons) avant de se diviser en bronches souches droite et gauche. La bifurcation trachéale est également appelée « carène ». La trachée chemine à l'avant de l'œsophage, avec qui elle partage sa microvascularisation. La thyroïde est située à l'avant de la partie supérieure de la trachée, qu'elle recouvre.
La partie antérieure de la trachée est rigide, dotée d'anneaux cartilagineux en fer à cheval lui conférant sa solidité, tandis que sa face postérieure, la membraneuse, est beaucoup plus fine. À son extrémité supérieure, le cartilage cricoïde est, lui, un anneau entièrement cartilagineux assurant la jonction avec le larynx, dont il occupe la partie inférieure. Il est surmonté du cartilage thyroïde et des cartilages aryténoïdes où s'insèrent les cordes vocales. Le cartilage cricoïde se compose d’un anneau à l'avant (ou arc antérieur), muni d’un tubercule cricoïdien saillant et palpable sous le cartilage thyroïde, ainsi que d’une lame verticale médiane à l'arrière (aussi nommée chaton, par analogie au chaton d’une bague). De chaque côté de cette lame s'insèrent les muscles crico-aryténoïdiens postérieurs, faisant bouger les cordes vocales.
L'intérieur de la trachée est tapissé d'une muqueuse respiratoire dotée de cils et sécrétant du mucus. La vascularisation artérielle, au niveau cervical, est issue des artères thyroïdiennes inférieures et, au niveau thoracique, de plusieurs rameaux artériels variables. Les artérioles forment des arcades circulant de part et d'autre de la trachée, au contact de l'angle postérieur de la cartilagineuse et de la membraneuse, où cheminent également les nerfs récurrents droit et gauche.

## Historique
Les premières résections de la partie antérieure du cartilage cricoïde, à la jonction entre le larynx et la trachée, avec anastomose oblique thyro-trachéale, ont été décrites en 1974. L'année suivante, le chirurgien canadien F. Griffith Pearson a publié une technique proche, où la quasi-totalité du cricoïde était retirée. Les premiers résultats ont été publiés en 1986 avec une série de 28 patients opérés depuis 1973, pour des sténoses post-intubation, des traumatismes du larynx, et des sténoses idiopathiques ou caustiques.

## Indications
L'opération de Pearson est principalement indiquée en cas de sténose laryngotrachéale sous-glottique ou tumeur de la trachée localisée.

## Technique
L'opération de Pearson se réalise par une cervicotomie, qui permet d'exposer dans un premier temps la thyroïde. Les lobes thyroïdiens sont séparés au niveau de l'isthme et la trachée haute exposée. La trachée est disséquée sur toute sa face antérieure jusqu'à la carène afin de donner de la souplesse et de permettre au segment distal de monter jusqu'au niveau de la suture. La dissection des faces latérales et de la membraneuse doit être limitée à la zone à réséquer afin de préserver la vascularisation et d'éviter une lésion du nerf laryngé récurrent.
La portion du cricoïde qui est retirée peut être plus ou moins importante. Si sa partie supérieure est préservée, l'anastomose est réalisée entre la trachée et la portion restante du cricoïde, de même que si son arc antérieur est uniquement retiré. Historiquement, l'intervention de Pearson concerne la résection subtotale du cricoïde où seul un pont postérieur est préservé pour servir de support aux aryténoïdes. L'anastomose, dite thyro-aryténo-trachéale, est alors entre la trachée et le cricoïde à l'arrière, et la trachée et le cartilage thyroïde à l'avant. Lorsque le cricoïde est retiré en totalité, la suture postérieure se fait entre la trachée, les aryténoïdes et la partie inférieure des cordes vocales.